# Soc negru
Socul negru (Sambucus nigra L.) este o specie de plante din grupa arbuștilor cu 20-30 de soiuri din familia Adoxaceae, nativă Europei, nord-vestului Africii și sud-vestului Asiei. Se dezvoltă pe orice tip de sol, umed sau uscat, de preferință într-un loc însorit.

## Utilizare

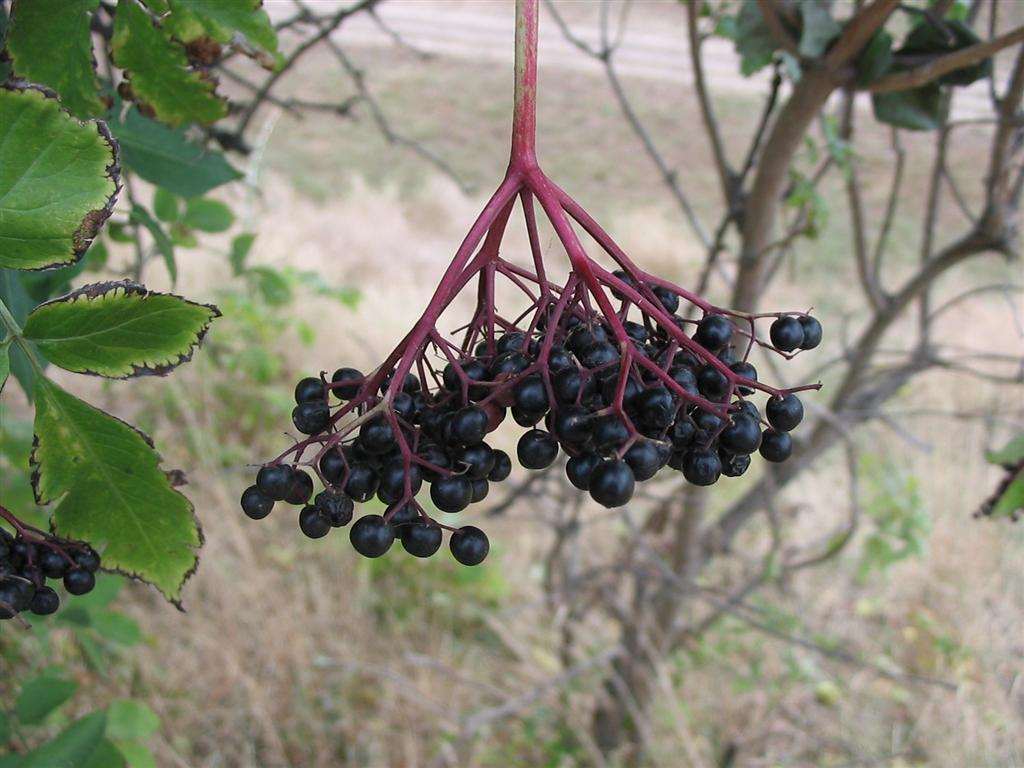
Fructele

Această specie este folosită ca plantă medicinală și ornamentală. Este o specie otrăvitoare pentru mamifere. Toate părțile componente ale plantei, cu excepția florilor și fructelor coapte (dar încluzând semințele coapte) sunt otrăvitoare, deoarece conțin glicozită cianogenică, sambunigrină (C14H17NO6, număr CAS 99-19-4). Scoarța conține cristale de oxalat de calciu.
- Inflorescențele sunt folosite deseori pentru infuzii.
- În România, restul țărilor balcanice și nordul Europei din flori se produce socată, o băutură răcoritoare.
- Fructele sunt comestibile doar gătite, și sunt utilizare la producerea de gemuri, dulcețuri, jeleuri etc. Combinații reușite sunt realizate cu murele și merele, de exemplu în plăcinte.
- Mirosul puternic al frunzelor era folosit în trecut, prin legarea frunzelor de coama cailor, pentru alungarea muștelor în timpul călăritului.
- Extracte de scoarță, frunze, flori, fructe și rădăcini sunt utilizate pentru tratarea bronșitei, tusei, infecțiilor sistemului respirator superior, febrei.
- În Beerse, Belgia, o varietate de gin, numită Beers Vlierke, este obținută din fructe.